# Biscuit
Pour les articles homonymes, voir Biscuit (homonymie).
 (février 2020).
Si vous disposez d'ouvrages ou d'articles de référence ou si vous connaissez des sites web de qualité traitant du thème abordé ici, merci de compléter l'article en donnant les références utiles à sa vérifiabilité et en les liant à la section « Notes et références ».
 (juillet 2015).

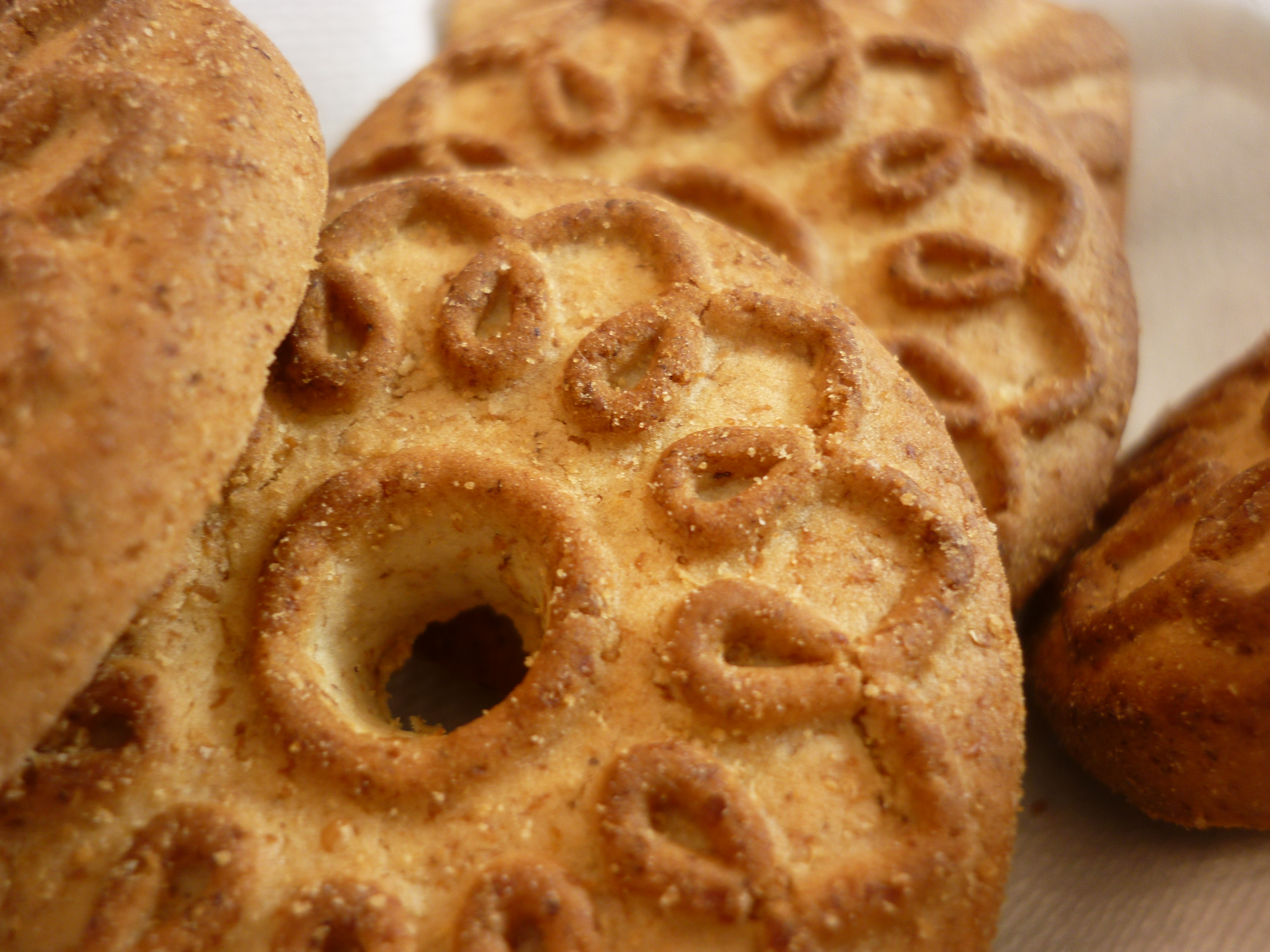
Biscuits.

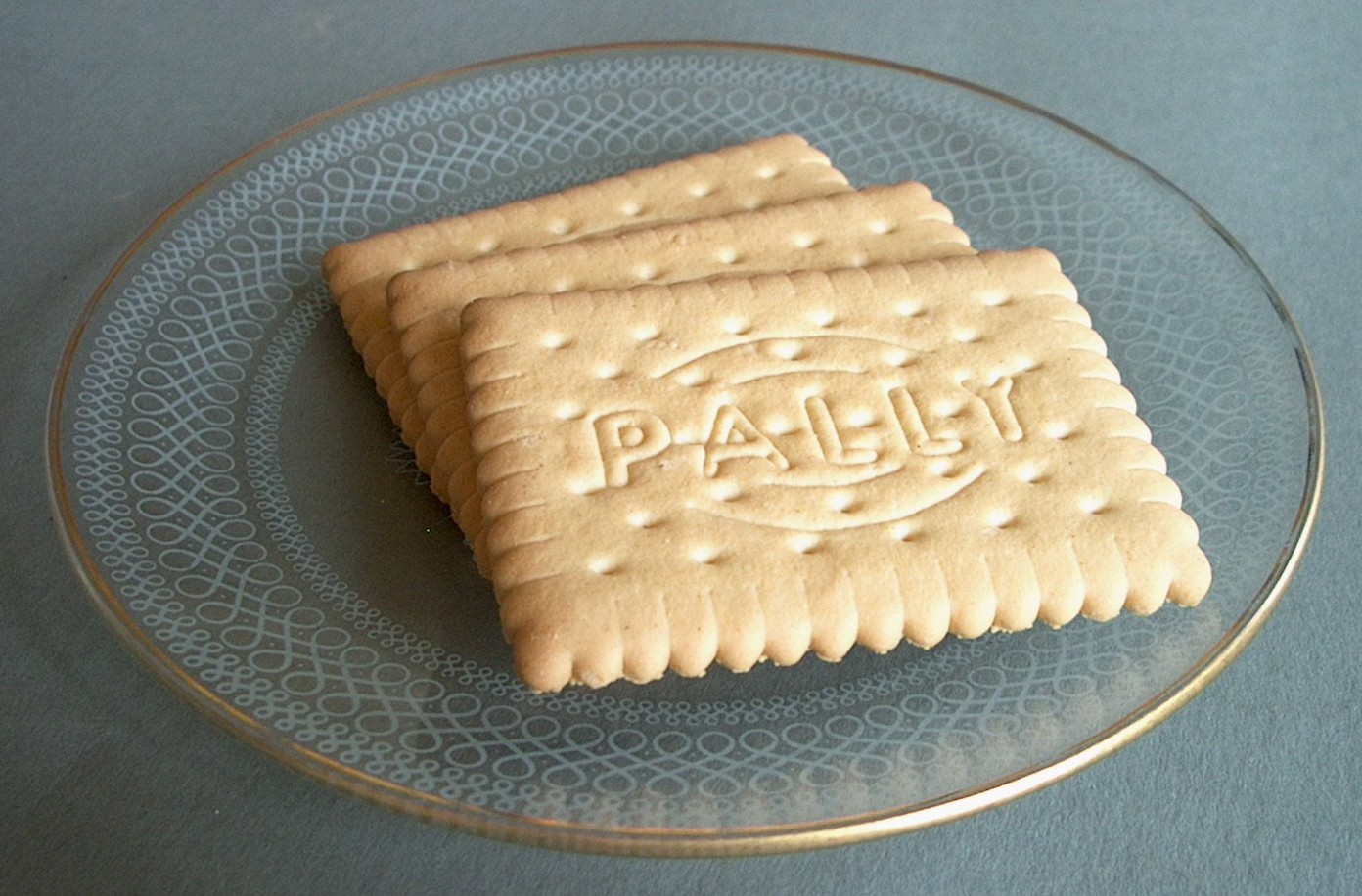
D'autres biscuits.

Dans l'alimentation, un biscuit est un petit gâteau sec, qui se décline dans plusieurs saveurs et formes.

## Étymologie
Le mot est le résultat de l’évolution linguistique du terme « bescuit » de l’ancien français, issu lui même du préfixe bis- et -cuit, bis cotus en latin, signifiant donc « cuit deux fois ».

## Types

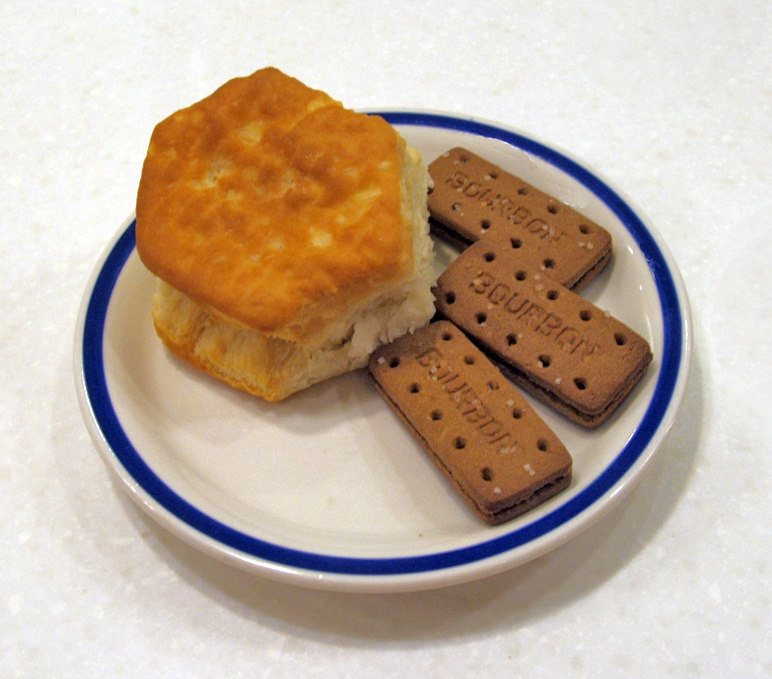
Petit pain au babeurre (gauche) et une variété de biscuits britanniques (droite).

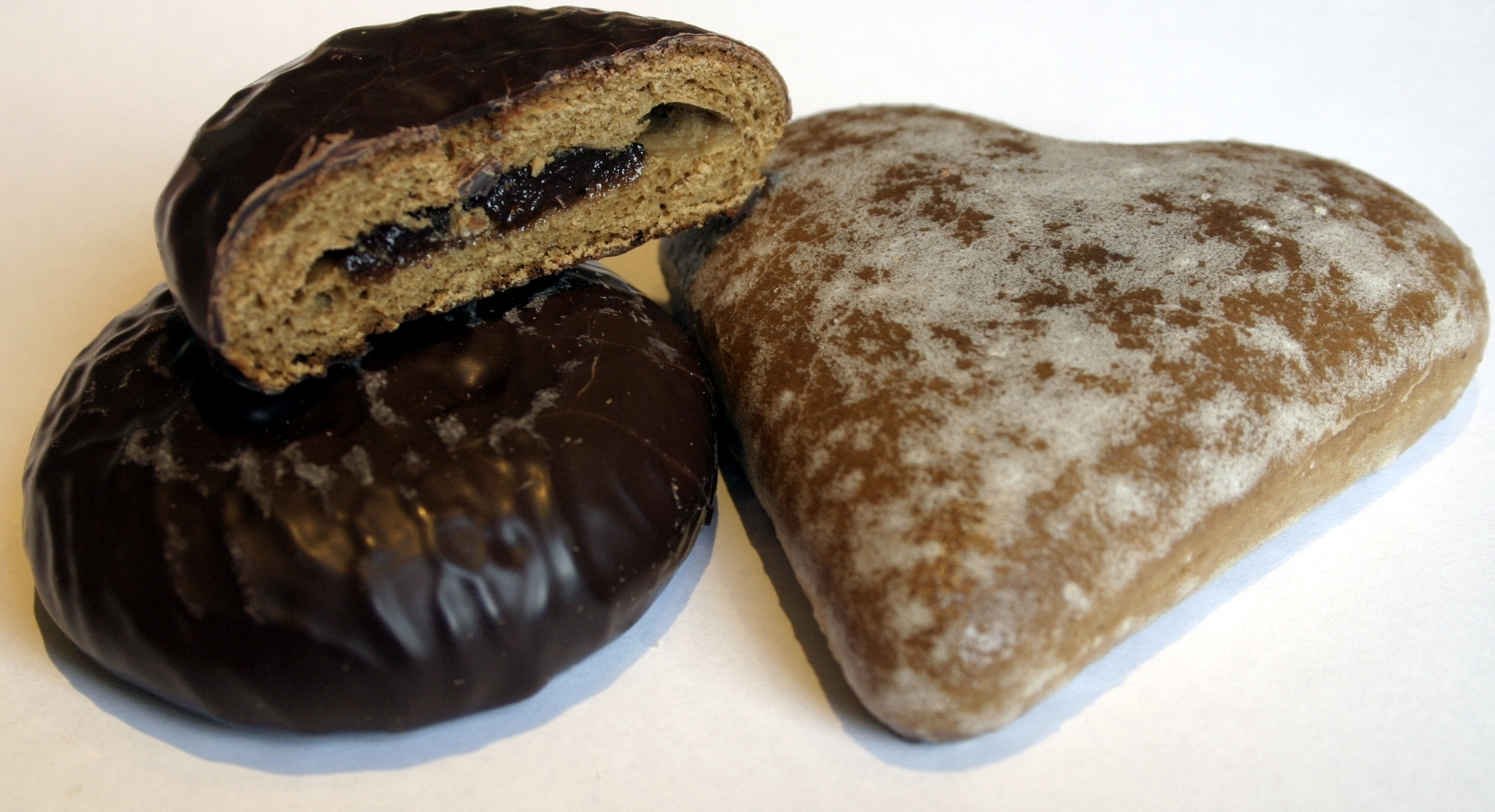
Un toruń au pain d'épices traditionnel polonais.

Contrairement aux gâteaux, les biscuits ont généralement une texture plus croquante ou croustillante, on dit qu’ils sont « secs ». Parmi les différentes variations du biscuit, on peut citer le biscuit à la cuillère, le biscuit rose de Reims, le boudoir, le cookie, les échaudés, la galette bretonne, la gaufrette, le macaron d’Amiens, la meringue, le palet breton, le palmier, le Petit Beurre, le sablé, le spéculoos, la tartelette, la tuile valdôtaine, etc.

## Histoire

### Préhistoire
Des traces de blé cuit se retrouvent déjà au Néolithique. Le blé était cuit sur des pierres, mais il n’est pas possible de connaitre la forme exacte qu’il prenait une fois fini.

### Antiquité
Dans le tombeau du pharaon égyptien Ti[Qui ?], de la Ve dynastie, des peintures montrent un ouvrier qui attise le feu d’un four où cuisent des galettes[réf. nécessaire].
Des références à des pains cuits deux fois émergent en Grèce antique vers le IVe siècle av. J.-C..
Il est probable que ces pains cuits deux fois faisaient partie des rations des légionnaires romains car c'était une excellente manière de conserver le grain.
Les marins romains disposaient d’un panis nauticus selon Pline l’Ancien, qui devait probablement être l’ancêtre du biscuit de mer.

### Moyen Âge

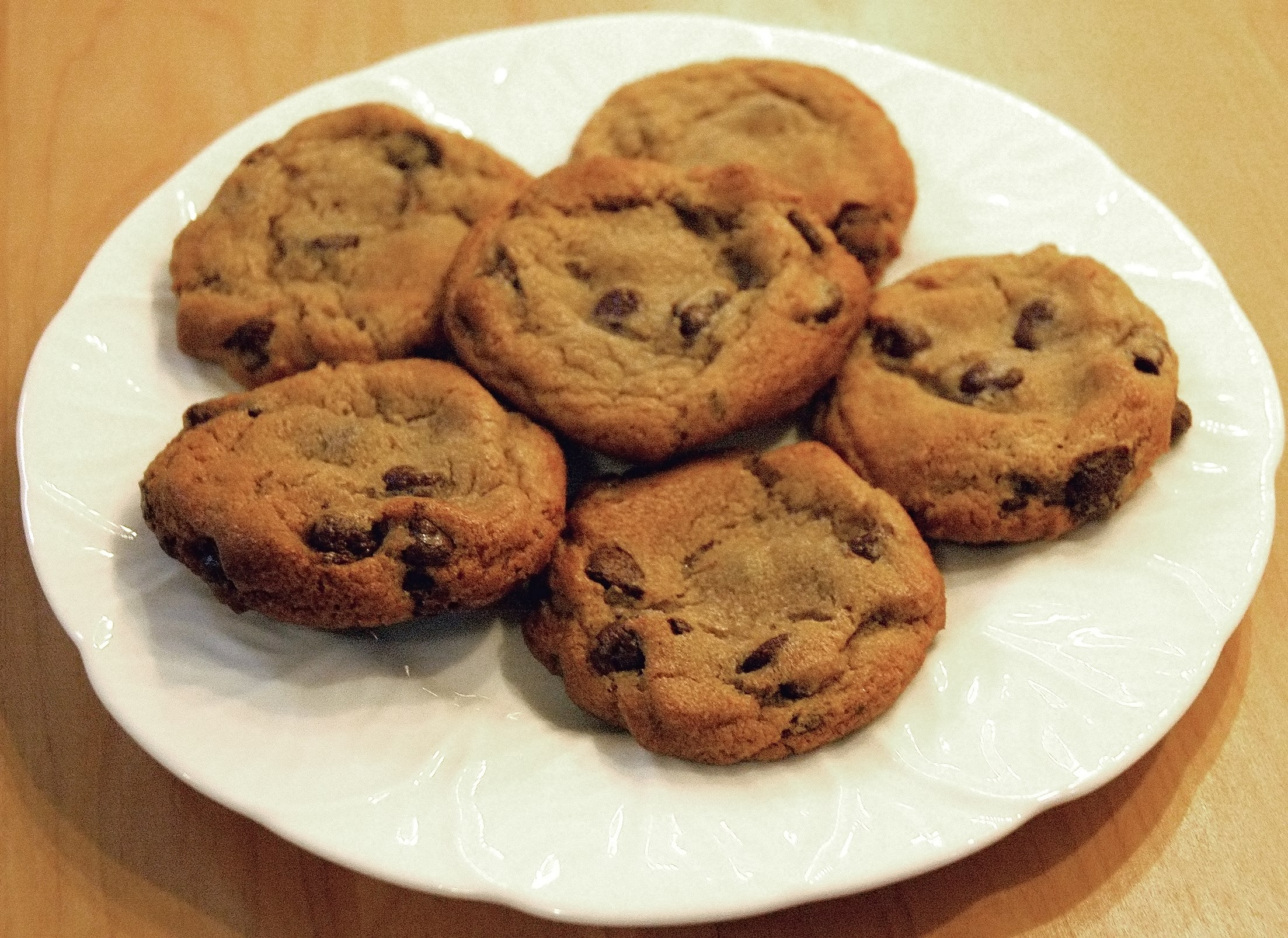
Biscuits au chocolat italiens.

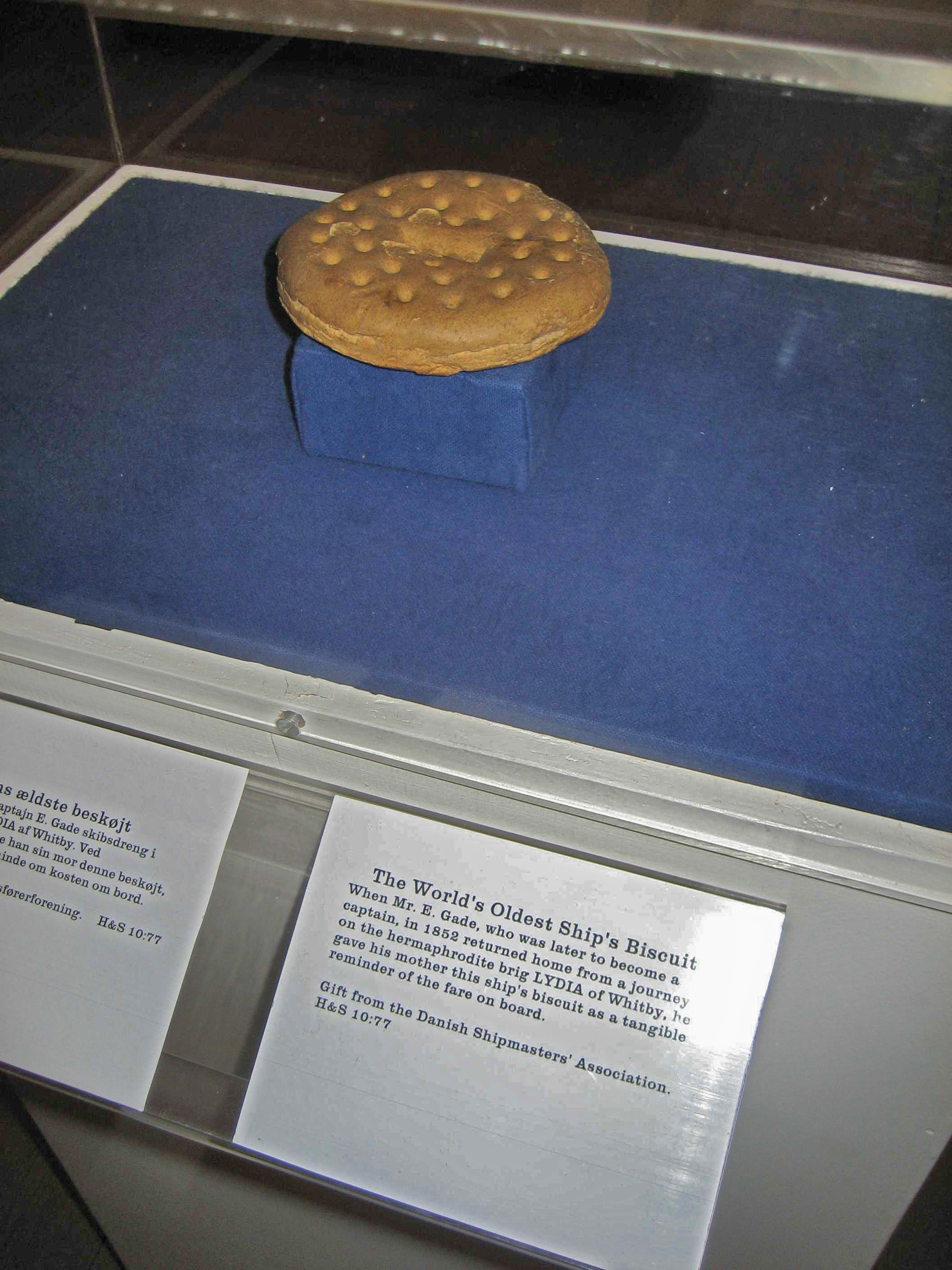
Exposition d'un vieux biscuit de mer dans un musée de Kronborg (Danemark).

Au Xe siècle, le moine Abbon fait référence au panis biscotus.
Au XIIe siècle, une charte de la cathédrale de Paris fait mention d’échaudés, un type de biscuit
Le biscuit est surtout utilisé par les marins à l'époque, puisqu'il restait comestible plus longtemps que le pain.
Au XVe siècle, on apprécie les nieules (échaudés parfumés à l’anis) et les talmouses, gâteaux feuilletés, régal de Louis XI, qui les aime surtout accompagnés de brie. Il permet également aux pâtissiers de travailler le dimanche.
Au XVIIe siècle, les biscuits sucrés ou salés sont de plus en plus variés, et parfois parfumés ou aromatisés à la vanille, au café, au chocolat, à la noix de coco, à l’anis… mais aussi fourrés à la confiture, aux fruits frais ou secs,.
C’est au XVIIIe siècle que naît l’expression « petits fours », qui désigne de petits articles cuits à petit four, c’est-à-dire à four presque éteint, après la cuisson de grosses pièces. C’est probablement aussi au XVIIIe siècle que les premières gaufres sont apparues. Issues de l’allemand Wabe, elles étaient souvent vendues dans la rue à la criée.

### Époque moderne
À l’époque moderne, l’utilisation du beurre, et la mise au point de nouvelles techniques de préparation de la pâte (le feuilletage par exemple, qui est imité du Moyen-Orient) sont déterminants. En 1653, le pâtissier François de La Varenne codifie la préparation des biscuits en conseillant le travail « au ruban », qui consiste à faire mousser le mélange de sucre et d’œufs. Les biscuits deviennent ainsi plus moelleux.
À partir du XIXe siècle, la géographie spécialise la fabrication biscuitière et les régions se différencient nettement. L’industrialisation de la production renforce le phénomène et prend naissance, d'abord en Angleterre, puis en France. Des fabricants de « biscuits, macarons et massepains » apparaissent dans les années 1830 dans l'Est de la France. Les frères Lefèvre, originaire de Varennes-en-Argonne, fondent des fabriques de biscuits : Antoine Lefèvre en 1840 à Nancy : la biscuiterie Lefèvre-Denise, Romain Lefèvre en 1846 à Nantes : la biscuiterie Lefèvre-Utile, et Louis Lefèvre, le frère ainé, en 1848 à Sedan : la biscuiterie Lefèvre-George. Vers 1840-1848, à Bordeaux, Jean-Honoré Olibet et son fils Eugène (1843-1915), boulangers de profession, créent la première industrie de biscuits secs avec la marque Olibet, qui s'affirme dès 1862-1868. Elle sera suivie par Pernot à Dijon (1870), la Biscuiterie nantaise (1896), puis Gondolo (1898), Belin (1902), etc.
La biscuiterie industrielle française est née à Bordeaux pour une raison simple : la marine marchande et militaire réclamait des biscuits pour ses équipages, sur le modèle de ceux utilisés par la marine britannique, qui consommait du biscuit de mer amélioré[réf. non conforme].

## Selon les pays

### En France

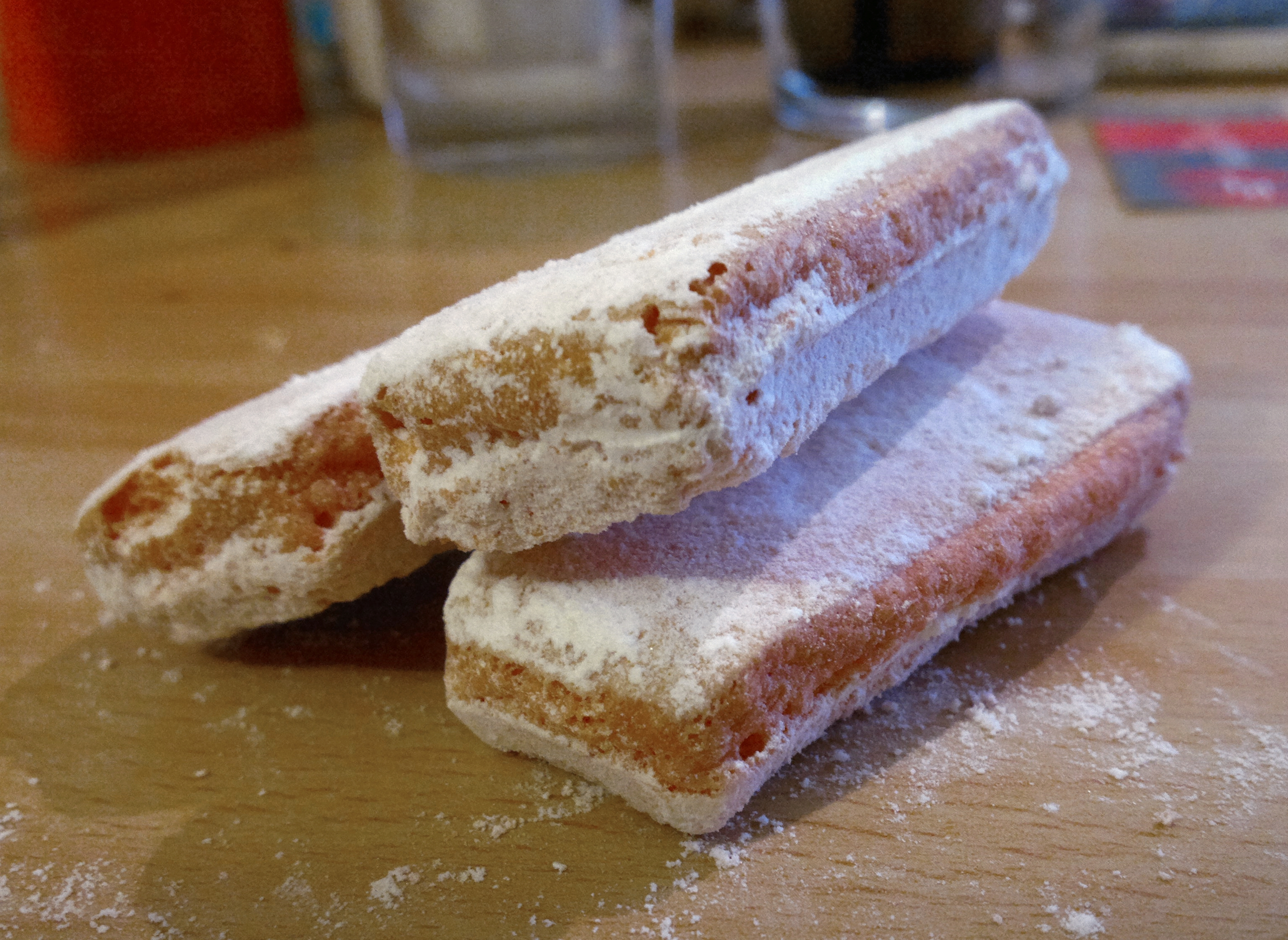
Biscuit rose de Reims.

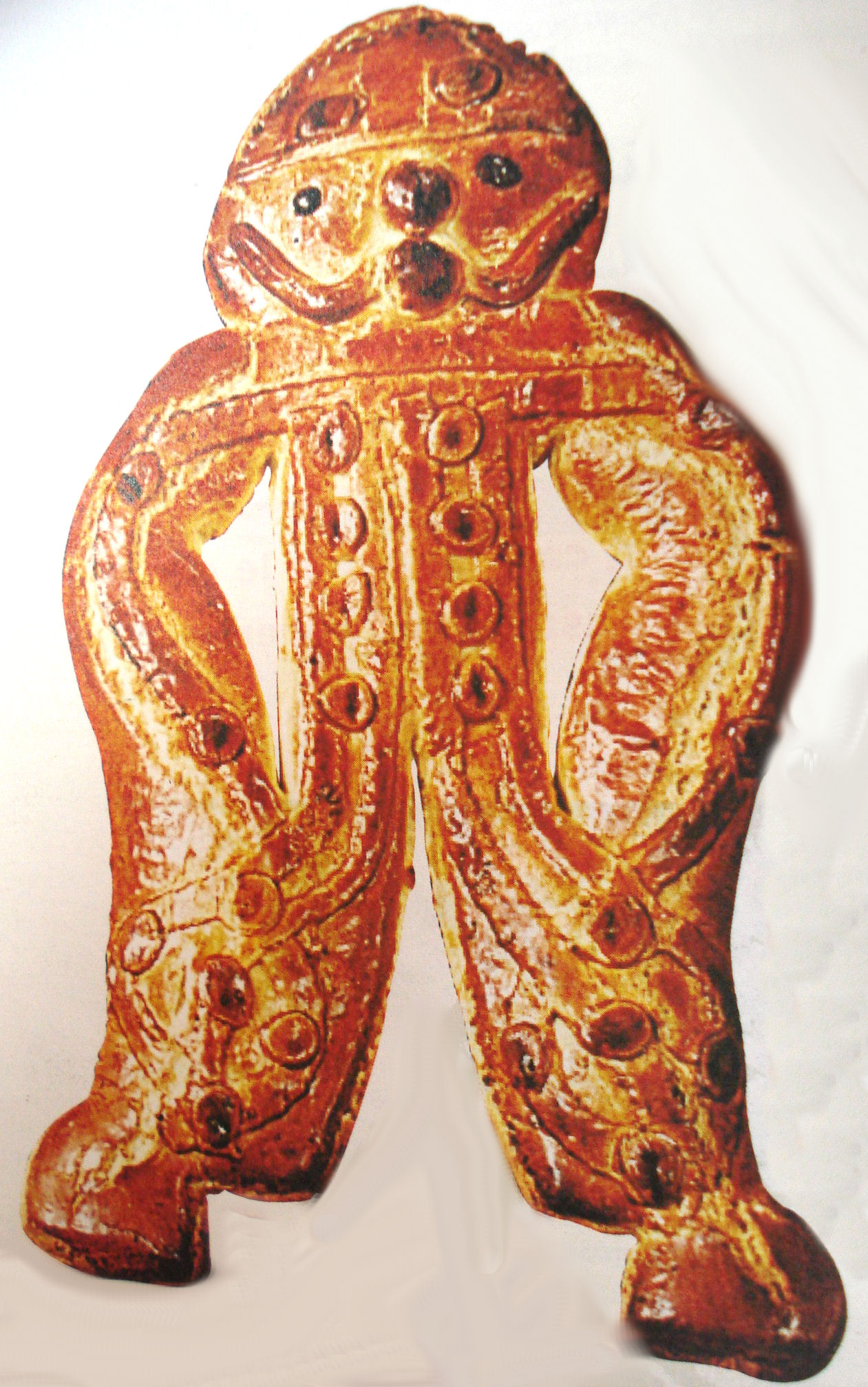
Suisse de Valence.

Sous l’influence des habitudes alimentaires et des préférences gustatives des bourgeoisies marchandes des ports du Nord de l’Europe, les recettes des biscuits du nord de la France sont marquées par l’utilisation de sucres locaux, comme la vergeoise (sucre de betterave) ou importés, tels le sucre muscovado ou encore le sucre rapadura. Les épices, telles le mélange spécifique d’origine hollandaise composé de gingembre en poudre, de cannelle et de cardamome, parfument par exemple les spéculoos.
L’histoire politique et les influences allemande, autrichienne et polonaise expliquent le poids culturel de certains biscuits dans l’est de la France, tels que le biscuit rose, le goûter sec, le pain d’épices ou la madeleine. Issus de la pâte de pain d’épices, des petits gâteaux apparaissent en Bourgogne : biscuits agrémentés d’amandes, fourrés de confiture ou glacés. En Alsace, on trouve des biscuits aux amandes et au kirsch et des biscuits parfumés aux épices et à la cannelle. Le nom du biscuit rose, lui, vient du carmin qu’on y incorpore. Étant assez sec, il est de coutume de le tremper dans du champagne, ou du vin rouge des coteaux-champenois, pour le ramollir. La coupe de champagne que l’on ne boit pas est destinée à cet usage.
Bien que répartie dans l’ensemble de la France, la fabrication des biscuits du commerce est très concentrée dans le Grand Ouest, qui représente à lui seul plus de la moitié du volume global. Ponctué de grands ports maritimes atlantiques, l’ouest accueille des biscuiteries artisanales, puis industrielles, de galettes destinées aux marins et aux marchands. Dès la première moitié du XIXe siècle, l’industrialisation précoce de cette région conduit à la naissance du gâteau sec fabriqué massivement dans les ports de Bordeaux, de Nantes ou de Saint-Malo, comme les célèbres craquelins de Saint-Malo. Les recettes des biscuits de l’ouest de la France, région agricole vouée à l’élevage bovin laitier, révèlent aussi l’importance économique et culturelle du beurre. Ainsi, les recettes de quatre-quarts, cakes, galettes, palets, sablés, kouign amann sont élaborées à partir de beurre. Sans oublier la tradition crêpière avec les crêpes dentelle, qui sont apparues en 1886.
Très présente dans le sud-est, l’huile d’olive se retrouve dans des recettes comme les échaudés et gimblettes provençaux, etc. À l’instar des craquants ou des craquelins de Lyon, plusieurs biscuits secs sont fabriqués sans ajouts de matière grasse et sont particulièrement riches en blancs d’œufs. Il en est de même pour le gâteau de Savoie. Largement influencés par la rive sud de la mer Méditerranée, les biscuits du sud-est sont parfumés à l’amande ou à l’extrait d’amande amère. Les épices sont très présentes : le poivre, l’anis, la coriandre, la cardamome, le gingembre, le clou de girofle, le safran et la cannelle parent les cœurs de pain d'épices des Alpes-de-Haute-Provence. L’eau de fleur d’oranger, à charge orientale, parfume les navettes de Marseille ou les échaudés aux œufs de Pâques.
Les recettes des biscuits du sud-ouest de la France sont marquées par l’ouverture maritime de la région ; les ports de Bordeaux notamment, par où entraient la vanille et le rhum… ingrédients à la base de la fabrication des canelés, mais aussi par la maïsiculture. Ainsi, plusieurs spécialités biscuitières sont fabriquées à base de farine de maïs, comme les millas de Gascogne et les cruchards des Landes. Les gâteaux sont fabriqués avec du saindoux, et de l’huile de noix est fréquemment utilisée dans le Périgord et l'Aveyron.
L’industrie française de la biscuiterie représente actuellement plus de 100 unités de transformation, emploie près de 12 850 salariés et participe à l’activité économique de toutes les régions françaises. Des aliments issus essentiellement de l'agriculture céréalière : la farine de blé est le principal ingrédient de la biscuiterie et représente en moyenne 42 % du poids total (entre 20 et 80 % selon les recettes). Il existe 66 catégories de biscuits et gâteaux, ce qui témoigne d’une grande diversité de spécialités biscuitières et pâtissières en France.

### En Angleterre
En Angleterre, les biscuits occupent une place de choix avec le thé. De nombreux programmes télévisés ont permis de populariser les recettes simples de biscuits. Le XXe siècle ayant vu l’invention de nombreux biscuits différents, l’Angleterre dispose de nombreux biscuits régionaux.

## Fabrication industrielle

### Composition et dosage

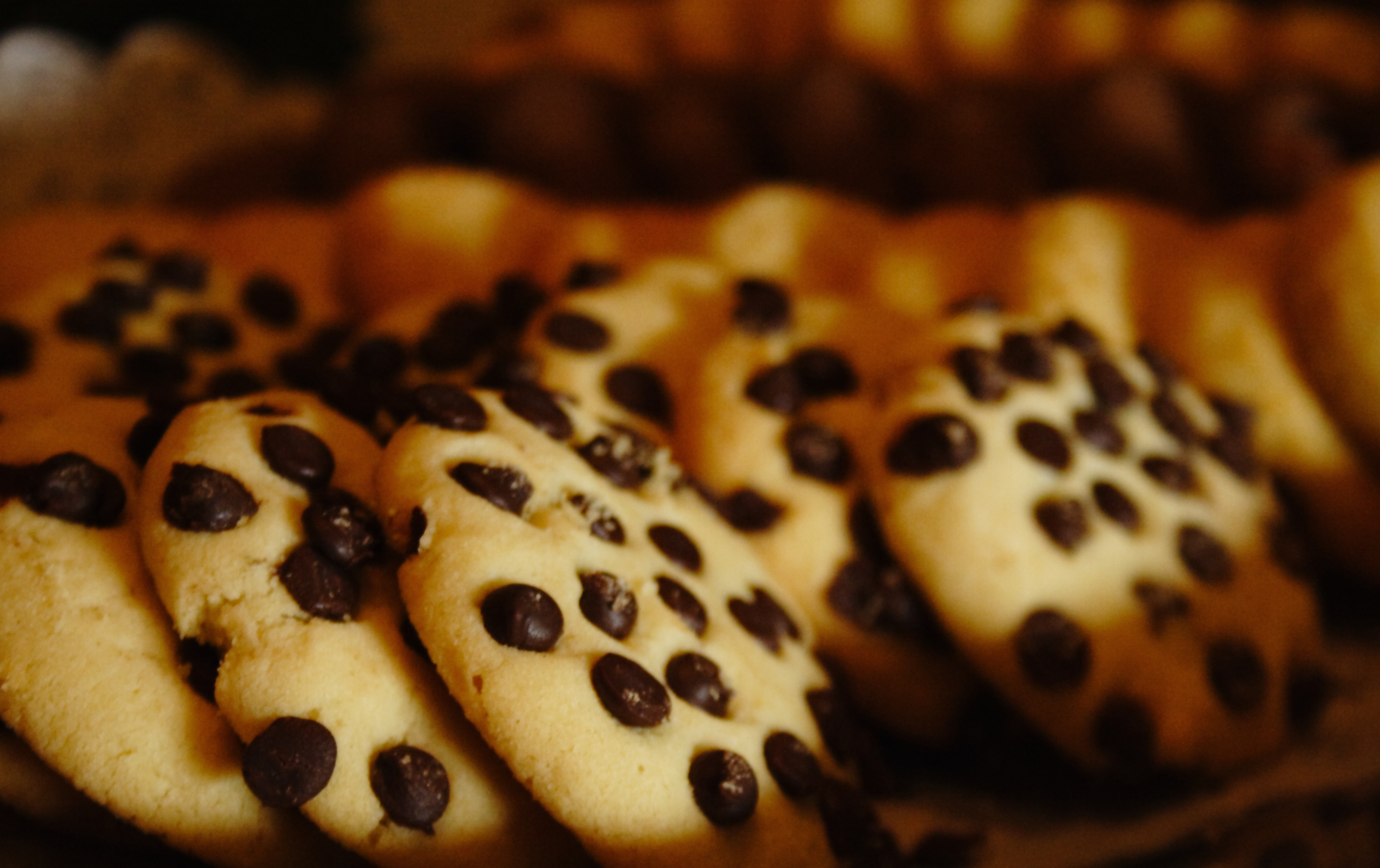
Les cookies aux pépites de chocolat.

La Collective des biscuits et gâteaux de France a formalisé des recettes usuelles de cette industrie dans le code d’usages et le répertoire des dénominations. Parmi les produits agricoles transformés en biscuits, la farine de blé tendre est l’ingrédient de base de toutes recettes.
Ensuite, les matières grasses donnent la texture de la pâte, elles influent sur les couleurs et les saveurs. Les œufs apportent la légèreté ainsi qu’une teinte dorée aux recettes. Le sucre contribue au goût et à l’arôme, et le lait permet de lier la pâte. Il peut également influer sur la friabilité ou le fondant des biscuits ou gâteaux.
Chaque produit est sélectionné et contrôlé. À chaque recette, un dosage et un pesage rigoureux sont effectués. Une fois pesés, les aliments sont acheminés dans des pétrins d’une contenance de 300 à 90 000 grammes.
Après le pétrissage et le temps de repos, et selon le type de pâte, les biscuits ou gâteaux vont être mis en forme : 
- les pâtes dures passent sur un tapis roulant entre deux gros rouleaux et sont ensuite découpées automatiquement ;
- les pâtes sablées sont dirigées vers une rotative, où le dessin du biscuit ou gâteau, est gravé au creux d’un cylindre.

### Cuisson

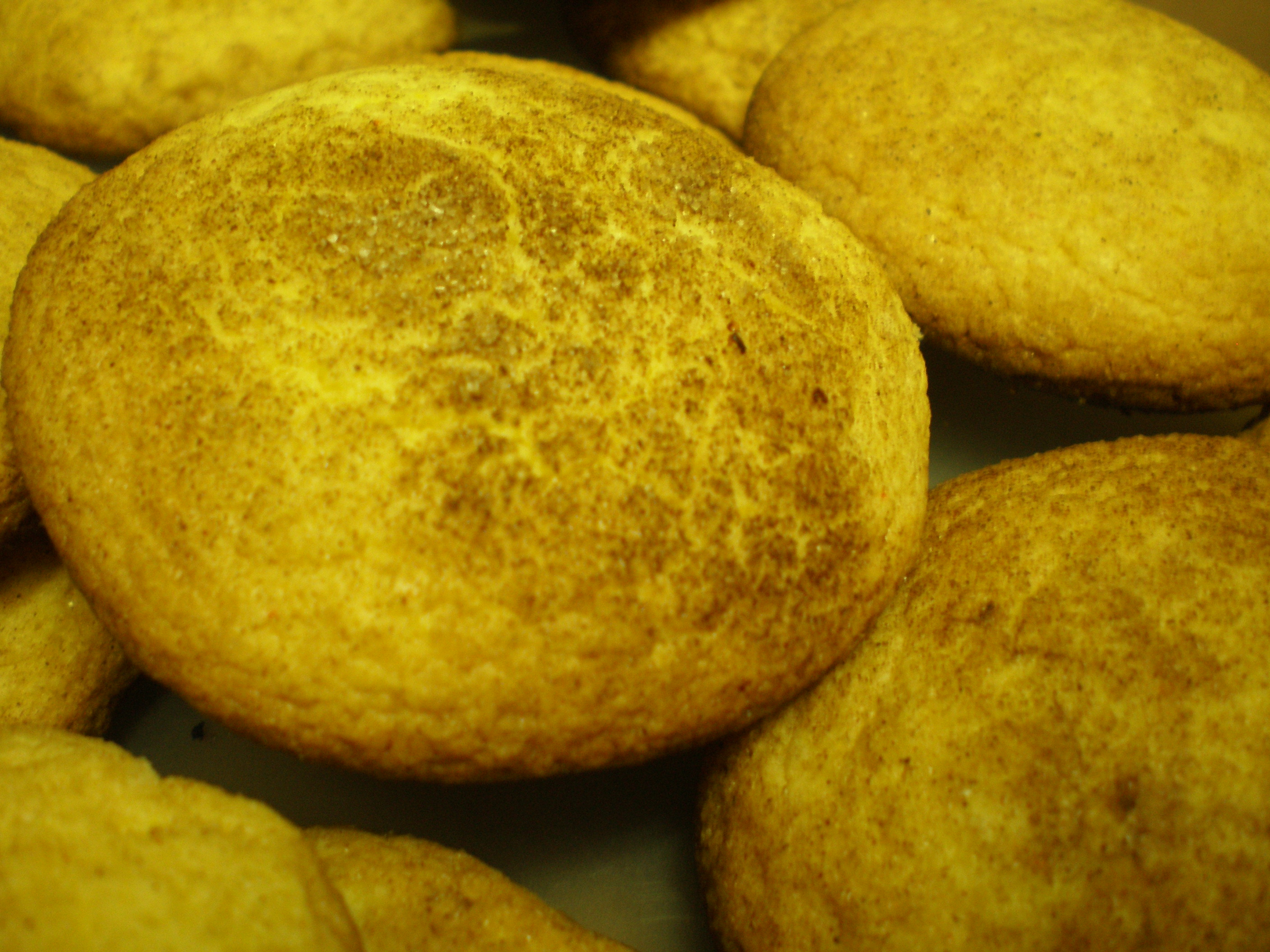
Des snickerdoodles.

Un four en forme de tunnel assure la cuisson à plus de 200 °C, selon un laps de temps précis et différent pour chaque recette.

### Finition
Les biscuits sont ensuite refroidis avant de recevoir un décor, un enrobage ou un fourrage, si la recette l’exige.

#### Généralités
- Jean-Philippe de Tonnac (dir.), Dictionnaire universel du pain, Éditions Robert Laffont, coll. « Bouquins », Paris, 2010, 1 344 p.  (ISBN 978-2221112007).

#### Biscuit sec industrialisé (France)
- Olivier Londeix, Le Biscuit et son marché. Olibet, LU et les autres marques depuis 1850, Presses universitaires de Rennes, coll. « Tables des hommes », Rennes, 2012, 186 p.  (ISBN 978-2-7535-2082-0).